# 印度尼西亚外交部
印度尼西亞共和國外交部，是印度尼西亞共和國負責管理外交事務和對外關係的政府部門，前稱印度尼西亞共和國外務省，在2008年法律變更後改為今名。
外交部長是和國防部長、內政部長一齊為《印度尼西亞憲法》所提及的政府首長之一，總統無權解散這些為憲法提及的部門。如果印尼的正副總統都不能履行其職責時，政府的重任將暫時落在上述的這三名部長身上，而印度尼西亚共和国人民协商会议也將在接下來的30天內盡快選舉出總統和副總統。
現任外交部長為蘇吉約諾，自2024年10月上任。

## 歷史
印尼外交部建立於印尼從荷蘭手中宣布獨立的1945年。其最早的總部是在第一任外交部長艾哈迈德·苏巴佐位於雅加達市區辛基尼路80-82號的車庫裡面，整個部門加上另一位創始人哈迪·塔耶布才只有6個人

## 責任和義務
外交部的主是負責印尼外交事務的法定部門，其部長也是總統外交事務的首席顧問，外交部支持和補充總統的外交政策，優先考量印尼在國際社會中的國家目標和國家利益，並同時也向印度尼西亞公民及外國遊客提供重要服務，其包括雙語項目、領事事務、以及代表印尼參加海外活動的所有事項都涵蓋在印尼政府預算中，外交部的預算約占全部預算的不到0.30%。根據第56任印尼总统条例規定，外交部的主要目標包括：
- 組織對外交流和對外事務，提出相應的政策方案
- 補充相應外交的政策方案的具體實施措施
- 為政策方案實施提供技術指導和監管
- 評估、衡量、並發展外交領域政策和關係
- 為外交部及駐外代表機構內所有組織提供實質性支持。
- 為外交部及駐外代表機構提供行政支持；
- 加強外交領域教育培訓
- 處理外交部及印尼駐外代表機構的公共財產
- 監督外交部及印尼駐外代表機構履行職責

## 組織架構

### 首要事務
外交部首要工作有八：一则“印尼的海事外交和海上边界建设”，二则“提升印尼在东盟的领导地位”，三则“提升印尼在国际社会中所扮演的角色”，四则“巩固经济外交”，五则“强化外交政策”，六则“优先服务和保护本国公民、法律实体及海外同胞”，八则“督导外交有效取得进展”。

### 外交部長
外交部长是外交部的总负责人，其团队需要管理和监察整个外交部门，部长同时也是内阁成员，需要直接对总统负责。

#### 辦公機構
外交部一共有69,332名雇员，其组织架构如下：
- 外交部长
- 副部长
- 总秘书处
- 亚太和非洲总司
- 欧洲和美洲总司
- 东盟合作总司
- 多边合作总司
- 法务和国际条约总司
- 资讯和公共外交总司
- 礼宾和领事服务总司
- 总督查团
- 政策评估和发展局
- 部长经济外交特别顾问
- 部长社会文化事务及侨民援助顾问
- 部长部门协调特别顾问
- 部长管理事务特别顾问
- 部长战略事务特别顾问
- 部长优先事项推进特别顾问

## 職責和使命
外交部的職責和使命因時而異。

### 1945–50年
其主要使命在於爭取外交援助：
1. 努力爭取國際社會的同情和支持，深化跟領域團結合作以爭取對印尼獨立的支持和承認。
2. 出席各項國際會議並簽署協定：

- 1947年簽署林芽椰蒂協定，荷蘭殖民當局承認囊括了爪哇和马都拉的印尼為獨立國家
- 1948年簽署伦维尔協定，聯合國安理會承認包括爪哇和蘇門答臘在內的印尼為獨立國家
- 1949年召開圓桌會議，確定印尼為聯邦制國家
- 1950年撕毀圓桌會議協定以維護印尼統一

印尼獨立後的頭五年是決定印尼獨立抗爭成果的五年，同時也決定了印尼外交的特徵和本質，印尼的抗爭外交也在1950年爭取到了聯合國社會的支持。

### 1966–98年
其主要目的為：
- 承認西伊里安主權
- 根據聯合國海洋法成果承認印尼是一個群島國家
- 發展東南亞國家聯盟
- 努力爭取國際社會認可印尼對東帝汶的主權
- 成為不結盟運動的主席國，為發展中國家爭取利益
- 成為亚太经济合作组织和十五国集团（英语：Group of 15）的主席國
- 促進發展合作

### 1998年至今
其任務主要在：
1. 預防國家分裂的可能
2. 盡力協助經濟恢復
3. 盡力提升印度尼西亞的國家形象
4. 提升服務和保護印度尼西亞公民的水平

## 部長列表
| 任數 | 圖像 | 名字                       | 起始           | 結束           |
| ---- | ---- | -------------------------- | -------------- | -------------- |
| 1    |      | 艾哈迈德·苏巴佐            | 1945年9月2日   | 1945年11月14日 |
| 2    |      | 苏丹·夏赫里尔              | 1945年11月14日 | 1947年7月3日   |
| 3    |      | 阿古斯·萨利姆              | 1947年7月3日   | 1949年12月20日 |
| —    |      | 亚历山大·安德里斯·马拉米斯 | 1948年12月19日 | 1949年7月13日  |
| (3)  |      | 阿古斯·萨利姆              | 1949年8月4日   | 1949年12月20日 |
| —    |      | 穆罕默德·哈达              | 1949年12月20日 | 1950年9月6日   |
| 4    |      | 穆罕默德·鲁姆              | 1950年9月6日   | 1951年3月20日  |
| (1)  |      | 艾哈迈德·苏巴佐            | 1951年8月4日   | 1952年12月20日 |
| 5    |      | 韦洛坡                     | 1952年4月3日   | 1952年4月29日  |
| 6    |      | 穆卡尔托·诺托维迪格多      | 1952年4月3日   | 1953年7月30日  |
| 7    |      | 苏纳里奥·萨斯特罗瓦多约    | 1953年7月30日  | 1955年8月12日  |
| 8    |      | 伊达·阿纳克·阿贡·格德·阿贡 | 1955年8月12日  | 1956年3月24日  |
| 9    |      | 鲁斯兰·阿布杜加尼          | 1956年3月24日  | 1957年4月9日   |
| 10   |      | 苏班德里约                 | 1957年4月9日   | 1966年3月28日  |
| 11   |      | 亚当·马利克                | 1966年3月28日  | 1978年3月23日  |
| 12   |      | 穆赫塔尔·库苏马阿马查      | 1978年3月29日  | 1988年3月21日  |
| 13   |      | 阿里·阿拉塔斯              | 1988年3月21日  | 1999年10月20日 |
| 14   |      | 阿尔维·希哈布              | 1999年10月26日 | 2001年7月23日  |
| 15   |      | 哈桑·维拉尤达              | 2001年8月9日   | 2009年10月20日 |
| 16   |      | 马尔迪·纳塔莱加瓦          | 2009年10月22日 | 2014年10月20日 |
| 17   |      | 蕾特诺·马尔苏迪            | 2014年10月27日 | 2024年10月20日 |
| 18   |      | 蘇吉約諾                   | 2024年10月21日 |                |